# Релинский
Ре́линский — посёлок в Переславском районе Ярославской области России. 

## География
Посёлок расположен примерно в 18 км к западу от районного центра — города Переславль-Залесский. Ближайшие населённые пункты — деревня Мартынка, посёлок Первушино.

## История
В 1771 году по данным «Генерального межевого плана земель» и «Экономических примечаний» к нему на месте, где сейчас расположен посёлок, находилась пустошь Рельнево. Площадь её составляла 49 десятин и 215 сажень. Описание пустоши следующее: «На левой стороне речки Талицы. Сенные покосы средственны. Лес дровяной». Владельцами пустоши указаны: майор Лев Иванович Батюшков и Семён Максимович Воейков.
В 1854 году владельцами пустоши Рельнево указаны: московский 3 гильдии купец Онисим Петрович Соскин (площадь участка равна 13 десятин и 850 сажень) и Прасковья Алексеевна Арант (площадь участка равна 35 десятин и 1765 сажень). В этом же 1854 году в пустоши Рельнево купцом Соскиным Онисимом Петровичем был построен стекольный завод по производству парфюмерной и аптекарской посуды. Завод получил название «Рельневский стеклянный завод московского купца Соскина». При заводе было построено и жильё для рабочих завода и их семей. По данным на 1859 год число жителей рабочего посёлка составляло 50 человек, в том числе 23 муж.п., 27 жен.п.; число дворов — 5.
В 1900 году число рабочих завода составляло уже 235 человек: мужчин — 200, женщин — 9, малолетних — 26.
Завод дважды менял своё название и владельцев:
- 1870—1885 гг. — Стеклянный завод аптекарской, кондитерской и парфюмерной посуды купца Ивана Ивановича Павлова;
- 1885—1917 гг. — Релинский хрустальный завод Ефима Алексеевича Козлова и Алексея Михайловича Назарова.

При заводе была открыта народная школа. В 1893 году в ней было 50 учащихся.
В 1900 году при заводе существовали, кроме школы, 1 больница на 2 койки, 1 приёмный покой, аптека при больнице.
До 1910 года жители посёлка были прихожанами церкви села Голопёрово.
В 1910 году в посёлке была построена и освящена деревянная церковь Покрова Пресвятой Богородицы. Службы в ней продолжались до 1919 года.
После революции 1917 года стекольный завод прекратил свою деятельность. Многие из рабочих завода вынуждены были уехать из посёлка в поисках другого заработка. «…На месте остались только сорок вдов на пенсии, да около них десятка полтора стеклодуев…».
В годы Советской власти посёлок назывался Релино.
В 1958 году Переславским леспромхозом был построен в посёлке Смолокурный завод со смолоскипидарным производством.
Просуществовал этот завод до 1975 года.
В 2002 году решением Администрации посёлок был переименован в Релинский, и разделён на три улицы: ул. Центральная, ул. Смолокурная (на месте Смолокурного завода) и ул. Шлифовальная (на месте шлифовального цеха стекольного завода).

## Население
| 1859 | 1905 | 2007 | 2010 |
| ---- | ---- | ---- | ---- |
| 50   | ↗525 | ↘19  | ↘6   |